# Gottardo Aldighieri
Gottardo Aldighieri född 6 januari 1824 i Laziske vid Gardasjön död 11 maj 1906 i Verona, italiensk sångtextförfattare och operasångare (baryton).